# طور (مادة)
في العلوم الفيزيائية، الطور هو تلك المنطقة (في نظام دينامي حراري)، تكون فيها الخواص الفيزيائية متجانسة. أنواع الأطوار : الحالة الغازية ، والحالة السائلة والحالة الصلبة للمادة . ويطلق الطور على أحد الحالات لنظام فيزيائي ذو تركيب كيمائي متجانس وخواص فيزيائية متجانسة. ومن الأمثلة على هذه الخواص الفيزيائية الكثافة والتركيب الكيميائي وقرينة الانكسار وما إلى ذلك. في النظام المكون من الثلج والماء الموجود في حاوية الثلج، يكون الثلج الطور الأول، والماء الطور الثاني، والهواء الرطب فوق الماء يكون الطور الثالث.
يشير مصطلح طور أيضا إلى مجموعة من حالات التوازن المحددة بمتغيرات الحالة مثل الضغط ودرجة الحرارة وبحدود الطور في مخطط الطور. ولأن حدود الطور تتعلق بالتغيرات في تنظيم المادة، مثل التغير من المائع إلى الصلب أو التحول من أحد الأشكال البلورية إلى آخر، فإن هذا الاستخدام الأخير مشابه لاستخدام «طور» كمرادف لحالة المادة.
وفي عصرنا الحديث تعلمنا وجود حالة رابعة للمادة وتسى البلازما وهي حالة المادة الغازية في درجة حرارة عالية جدا، وتصبح مادة متأينة حيث تفقد الذرات إلكترونات ويتنتج سحابة شديدة الحرارة مكونة من الإلكترونات و أنوية الذرات .

## منحنى الأطوار

منحنيات أطوار.

منحنيات الأطوار هي رسوم بيانية ثنائية الأبعاد لمادة معينة مثل الماء مثلا، تبين علاقة وجود الحالات الثلاثة للماء : الحالة السائلة، والحالة الغازية (بخار)، والحالة الصلبة (الثلج) تحت تأثير تغير الضغط والحجم . ويبين الرسم البياني الموضح العلاقة بين درجة الحرارة والضغط عند حجم ثابت. وأحيانا تُرسم العلاقة بين الضغط والحجم عند درجة حرارة ثابته.
ويبين الشكل العلوي أطوار أحد المواد عند تغير الضغط (المحور الرأسي) بتغير درجة الحرارة (المحور الأفقي) تحت حجم ثابت . في أسفل الشكل إلى اليمين عند درجة حرارة عالية يتكون بخار المادة (الطور الغازي) .وعندما تنخفض درجة الحرارة ونتبع المنحنى ألي اليسار نجد أن بخار المادة يبدأ التصلب وينتقل من الطور الغازي إلى الطور الصلب fest.
كذلك عند اختيار درجة حرارة متوسطة وزيادة الضغط على بخار المادة فإننا نصل عند ضغط معين إلى منحني انتقال بخار المادة إلى طور السائل flüssig.
ويوضح الرسم البياني السفلي أطوار الماء حيث يبين المحور الأفقي تغير درجة الحرارة والمحور الرأسي تغير الضغط عن تثبيت حجم النطام . نجد عند رفع درجة الحرارة تكون بحار الماء منا هو متوقع على يمين الشكل. فإذا قمنا بتخفيض درجة حرارة البخار وتتبعنا الرسم المنحنى البياني من البمين إلى اليسار وصلنا إلى نقطة على المنحني يتكون فيها ثلج من البخار ( هذا المنحني يمثل حالة تواجد توازن بين بخار الماء Dampf والثلج Eis في وقت واحد ). فإذا اخترنا درجة حرارة متوسطة على المحور الأفقي وأزدنا الضغط على النظام، أي تحركنا رأسيا على الرسم البياني ) وصلنا إلى المنحنى بين طور البخار Dampf وطور الماء Wasser . وهذا المنحنى يعطي التوازن بين وجود طور البخار وطور الماء السائل تبعا لتغير الضغط .
كما تتوجد الثلاثة أطوار للمادة في نقطة واحدة وسطية تسمي بالإنجليزية Triplpoint . وتتميز النقطة الثلاثية  Triplpoint بدرجة حرارة معينة وضغط معين، وحجم معين . وهي تختلف من مادة لمادة .

## صعوبة التجانس

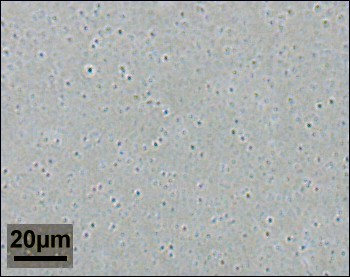
تكون نسبة وجود الدهن في اللبن طورا مختلفا على هيئة قطيرات صغيرة. المقياس المبين : 1 سنتيمتر يعادل 20 ميكرومتر.

قد يكون التجانس مكونا من طور واحد (مثل الماء) أو من طورين (مزيج ماء ودهن ) . وهنا تلعب المقاييس المترية دورا هاما، كما في الأمثلة التالية :
- يتكون كوم من حبيبات الملح من عدد كبير من الحبيبات فهو يعتبر نظاما متجانس . مثله مثل حبيبات دهن في اللبن . تلك الأنظمة تعد عادة أنظمة متجانسة .
- يتكون اللبن من سائل غرواني يحتوي على دهن سائل أو حبيبات دهنية في الماء، فهو يعد نظاما مكونا من طورين، أحدهما الماء والآخر الدهن، رغم ظهورة للوهلة الأولى كطور واحد متجانس.
- مثال آخر هو البخار الذي يصحبه ماء، فهو يتكون من طورين :

(1) قطرات متكثفة،
(2) ماء في صورة غازية .
- قطرة «ميسيل» Micelle تتكون من عدد قليل من الجزيئات ولكن يمكن اعتبارها طور متكثف واحد، بالتالي يعتبر محلول الميتسيل على العين سائلا متجانسا .
- يبدو الصخر للوهلة الأولى كطور واحد (مثل الجرانيت) . ولكن بتدقيق المشاهدة نجد أنه يتكون من عدد كبير من المعادن المتجانسة وتحتوي هي الأخرى على حبيبات مركبات مختلفة .

يتبين أنه توجد أحيانا أطوار شبه متماثلة (مثل قطرات وحبيبات في سائل غرواني) ومع ذلك يمكن اعتبارها كطور واحد (ذكرنا الحليب مثلا).
يمكن ظهور عدم تجانس أحيانا : مثل اختلافات طفيفة في غاز بسبب الجاذبية أو متدرجات الكثافة أو ضغط الثقالة أو اختلافات طفيفة في تركيب بلورات على الأخص على أسطحها . فليس من المحتم أن نعتبرها مكونة من أطوار مختلفة حيث أن الخصائص لا تختلف فجأة وإنما تختلف ببطء مستمر ولذلك لا نجد فيها أسطحا فاصلة .

## الأطوار وتحولها
بصفة عامة توجد من الأطوار أربعة حالات : الحالة الصلبة والحالة السائلة والخالة الغازية، والحالة والرابعة هي حالة البلازما في الفيزياء . فالماء يوجد عند درجة الصفر المئوي في صورة الثلج (حالة صلبة) وعند رفع درجة حرارته إلى 4 مئوية مثلا يصبح ماء (الحالة السائلة) وعندما نستمر في تسخينه حتى 100 درجة مئوية فهو يغلي ويتصاعد في هيئة بخار (الحالة الغازية) . فماذا يحدث لو استمر تسخين البخار ؟ سنجد انه عند درجة حرارة عالية جدا تنقسم جزيئات الماء إلى ذرةأكسجين وذرتي هيدروجين.
هل يتوقف الأمر على ذلك ؟ سنجد أنه برفع درجة الحرارة إلى درجات عالية سوف تفقد بعض ذرات الهيدروجين وبعض ذرات الأكسجين إلكترونات وتصبح متأينة ، تلك الحالة المتأينة هي الطور الرابع وتسمى بلازما. توجد البلازما في أجواء الشمس والنجوم حيث درجات الحرارة العالية جدا . كما أن اللحام بالهيدروجين يكون أيضا لاحام بالبلازما لأن درجة حرارة الشعلة تكون عالية جدا قد تبلغ 1400 درجة مئوية .
هذا ينطبق على جميع العناصر والمواد، فمثلا الحديد يوجد في الحالة الصلبة في درجة الحرارة العادية، وينصهر عند بلوغ درجة حرارته نقطة الانصهار . يتطاير من سائل الحديد الساخن ذرات حديد (الحالة الغازية) ، وإذا قمنا بتسخين بخار الحديد إلى درجات أعلى تفككت وفقدت بعضا من إلكتروناتها وتصبح أيونات ، أي تصبح «بلازما».
عندما تتحول مادة من طور لآخر فهي إما تكتسب طاقة أو تفقد طاقة. فمثلا ينبخر الماء وتبتعد جزيئات البخار عن الماء بسبب اكتسابها طاقة حركية عالية تجعلها تتغلب على القوى الماسكة للماء (تلك الطاقة تسمى إنثابي التبخر) . والعملية العكسية، وهي تكثيف البخار فيصاحبها انخفاض في طاقة البهار . تسمى الحرارة الازمة لتحويل مادة صلبة إلى سائل حرارة الانصهار وتسمى تلك الحرارة أو الطاقة اللازمة بتحويل مادة صلبة إلى غاز انثالبي التسامي.

## اقرأ أيضا
- تحول طوري
- حالات المادة
- الحالة الصلبة
- الحالة السائلة
- الحالة الغازية
- غرواني
- هلام
- مستعلق
- فيريت